# Нова република
Нова република (на португалски: Nova República) е период в историята на Бразилия, започнал с края на военния режим през 1985 година и продължаващ в наши дни.
Военните напускат окончателно властта през 1985 година, когато за президент е избран Жузе Сарней. До края на мандата си той става изключително непопулярен заради икономическата криза и необичайно високата и неуправляема инфлация. Избраното през 1989 година правителство довежда на власт почти непознатия тогава Фернанду Колор, който е свален от Конгреса през 1992 година. Колор е наследен от своя вицепрезидент, Итамар Франку, който назначава за финансов министър Фернанду Енрики Кардозу.
Кардозу създава успешния „Плано Реал“, който стабилизира бразилската икономика. Фернанду Кардозу е избран за президент през 1994 година и повторно през 1998 година. Мирния преход на властта между него и наследника му, кандидата на левицата Лула да Силва (избран през 2002 година и преизбран през 2006 година) демонстрира, че Бразилия най-накрая е постигнала така желаната дългосрочна политическа стабилност. През 2011 година президент става Дилма Русев и започва третият пореден президентски мандат на левицата.